# Заслужений працівник культури Азербайджану
«Заслужений працівник культури» (азерб. Əməkdar mədəniyyət işçisi) — почесне звання Азербайджанської Республіки, що присвоюється за особливі заслуги у розвитку культури працівникам культурно-просвітницьких установ, редакцій газет і журналів, видавництв, книжкової торгівлі, поліграфічних підприємств, телебачення, радіо, кіно, туристично-екскурсійних організацій, управлінь, учасникам художньої самодіяльності та іншим працівникам системи управлінь та організацій культури, які пропрацювали у сфері культури 20 років.

## Присвоєння
Президент Азербайджанської Республіки присвоює почесне звання за особистою ініціативою, а також за пропозицією Національних зборів і Кабінету міністрів.
Почесне звання присвоюється лише громадянам Азербайджанської Республіки. Згідно з указом почесне звання «Заслужений працівник культури» не може бути присвоєно одній і тій самій особі повторно.
Відзначена почесним званням особа може бути позбавлена почесного звання у разі:
1. засудження за тяжкий злочин;
2. вчинення проступку, що заплямував почесне звання

## Указ про заснування
Почесне звання «Заслужений працівник культури» було засновано указом Президента Азербайджанської Республіки від 22 травня 1998 року поряд з деякими іншими званнями: 
З метою оцінки праці осіб, які досягли значних успіхів у розвитку в нашій республіці культури, літератури, науки, освіти та охорони здоров'я, в цілому на шляху прогресу країни, враховуючи численні звернення різних організацій, окремих громадян з цього питання та керуючись пунктом 32 статті 109 Конституції Азербайджанської Республіки, постановляю: 
Заснувати почесне звання в галузі культури «Заслужений працівник культури».

## Опис
Особи, відзначені почесним званням «Заслужений працівник культури» Азербайджанської Республіки також отримують посвідчення і нагрудний знак почесного звання Азербайджанської Республіки. Нагрудний знак почесного звання носиться на правій стороні грудей.